# Casa de Trubetskoi

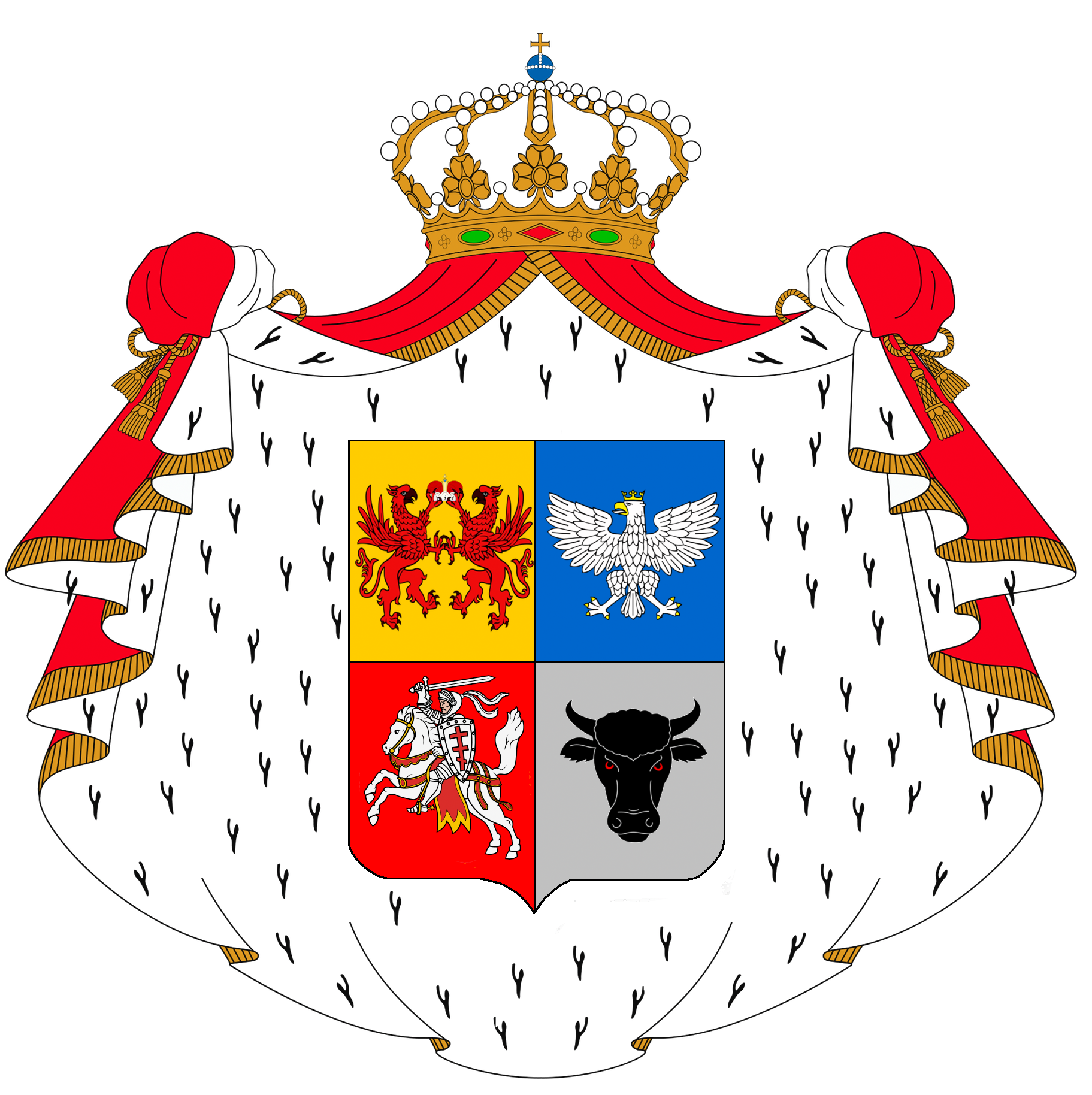
Escut d'armes de la Casa de Trubetskoi.

La Casa de Trubetskoi o Troubetzkoy (en rus Трубецкой) és una casa nobiliària russa d'origen rutè el nom del qual prové de la ciutat de Trubetsk, conquistada juntament amb les de Drutsk i Briansk pel príncep Dmitri de Briansk (+1399), fill d'Algirdas, gran duc de Lituània, i de Maria de Vítebsk, i net de Gediminas, que va regnar durant la fi del segle xiii, dels qui descendeix la família.
Figura en el primer lloc de la Taula de Rangs de la Rússia Imperial, elaborada per Pere I de Rússia en la qual es divideix la noblesa russa en catorze classes socials. Els seus membres ostenten la dignitat de prínceps (kniaz) de Trubetskoi, reconeguda des del segle XVI per Lituània, Polònia i Rússia.
Els seus membres estan molt lligats a l'art, la literatura i altres ciències.

## Algunes personalitats de la família
- Aleksei Nikítitx Trubetskoi (1600-1660), padrí de Pere el Gran
- Nikita Iuriévitx Trubetskoi (1699-1767), mariscal
- Ivan Iuriévitx Trubetskoi (1667-1750), mariscal
- Serguei Petróvitx Trubetskoi (1790-1860), decabrista
- Iekaterina Trubetskaia (1800-1854), esposa de Serguei Petróvitx Trubetskoi
- Maria Robolska (1816-1897), Princesa Trubetskoy
- Nikolai Petróvitx Trubetskoi (1828-1900), amant de la música i patró, vicegovernador de Kaluga, fundador del Conservatori de Moscou
- Sofia Troubetzkoy (1838 - 1898), esposa del Duc de Morny, el mig germà de Napoleó III i Ministre de l'Interior. Casada en segones noces amb José Isidro Osorio y Silva-Bazán, defensors i aliats d'Alfons XIII i la seva mare Isabel en el període de la Restauració. Va protagonitzar la rebel·lió de les Mantillas i va introduir l'arbre de Nadal a Espanya.
- Princesa Iekaterina Nikolàievna Trubetskaia (1840-1875), esposa del príncep Nikolai Orlov
- Serguei Nikolàievitx Trubetskoi (1862-1905), filòsof
- Ievgueni Nikolàievitx Trubetskoi (1863-1920), filòsof
- Paolo Trubetskoi (1866 - 1938), escultor i pintor impressionista d'origen rus i nascut a Itàlia.
- Nikolai Trubetskoi (1890 - 1938), lingüista rus, pare de la fonologia estructural.
- Liubov Iegórova (1880-1972), ballarina, casada el 1917 amb el príncep Nikita Serguéievitx Trubetskoi
- Ígor Nikolàievitx Trubetskoi (1912-2008), pilot de carreres i exmarit de Barbara Hutton
- Natalia Trubetskoi, que el 1954 va crear la primera cria de gat mau egipci, un descendent dels gats dels faraons.